# (34622) 2000 UK58
2000 UK58 (asteroide 34622) é um asteroide da cintura principal. Possui uma excentricidade de 0.05629720 e uma inclinação de 7.63586º.
Este asteroide foi descoberto no dia 25 de outubro de 2000 por LINEAR em Socorro.